# Nick McCrory
Nicholas Montgomery "Nick" McCrory (Chapel Hill, 9 de agosto de 1991) é um saltador estadunidense, medalhista olímpico. 

## Carreira

### Londres 2012
Nick McCrory representou seu país nos Jogos Olímpicos de Verão de 2012, na qual conquistou uma medalha de bronze, na plataforma sincronizada com David Boudia. 